# ГЕС Кокрен
ГЕС Cochrane — гідроелектростанція у штаті Монтана (Сполучені Штати Америки). Знаходячись між ГЕС Рейнбоу (вище по течії) та ГЕС Ryan, входить до складу каскаду на річці Міссурі, найбільшій правій притоці Міссісіпі (басейн Мексиканської затоки).
В межах проекту річку перекрили бетонною греблею висотою 30 метрів та довжиною 261 метр яка утримує водосховище з площею поверхні 1 км2, об’ємом 10,4 млн м3 (корисний об’єм 5,6 млн м3) та припустимим коливанням рівня у операційному режимі між позначками 942 та 950 метрів НРМ.
Пригреблевий машинний залу обладнаний двома турбінами типу Каплан загальною потужністю 69 МВт (первісно показник станції становив 55 МВт).
Видача продукції відбувається по ЛЕП, розрахованій на роботу під напругою 100 кВ.